# Sleigh Bells
Sleigh Bells é uma curta-metragem de animação norte-americana com Oswald the Lucky Rabbit. Foi realizado por Walt Disney e Ub Iwerks e lançado em 1928 pela The Walt Disney Studio. O filme julgava-se perdido mas foi encontrada uma cópia pelos arquivos da cinemateca britânica em Novembro de 2015. Será exibido pela primeira vez a 12 de Dezembro de 2015 em Londres.